# 御前崎風力発電所

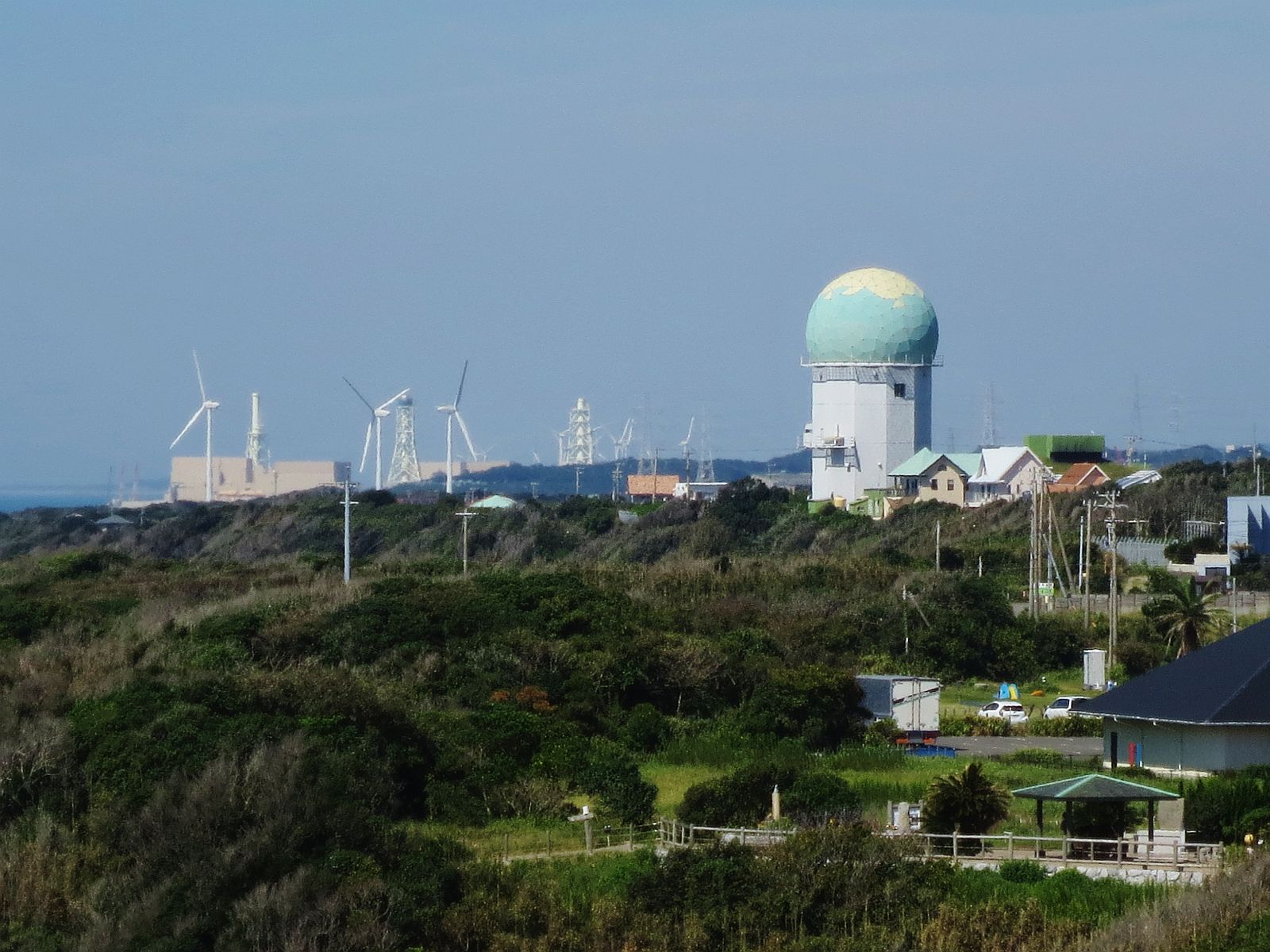
御前崎風力発電所1期

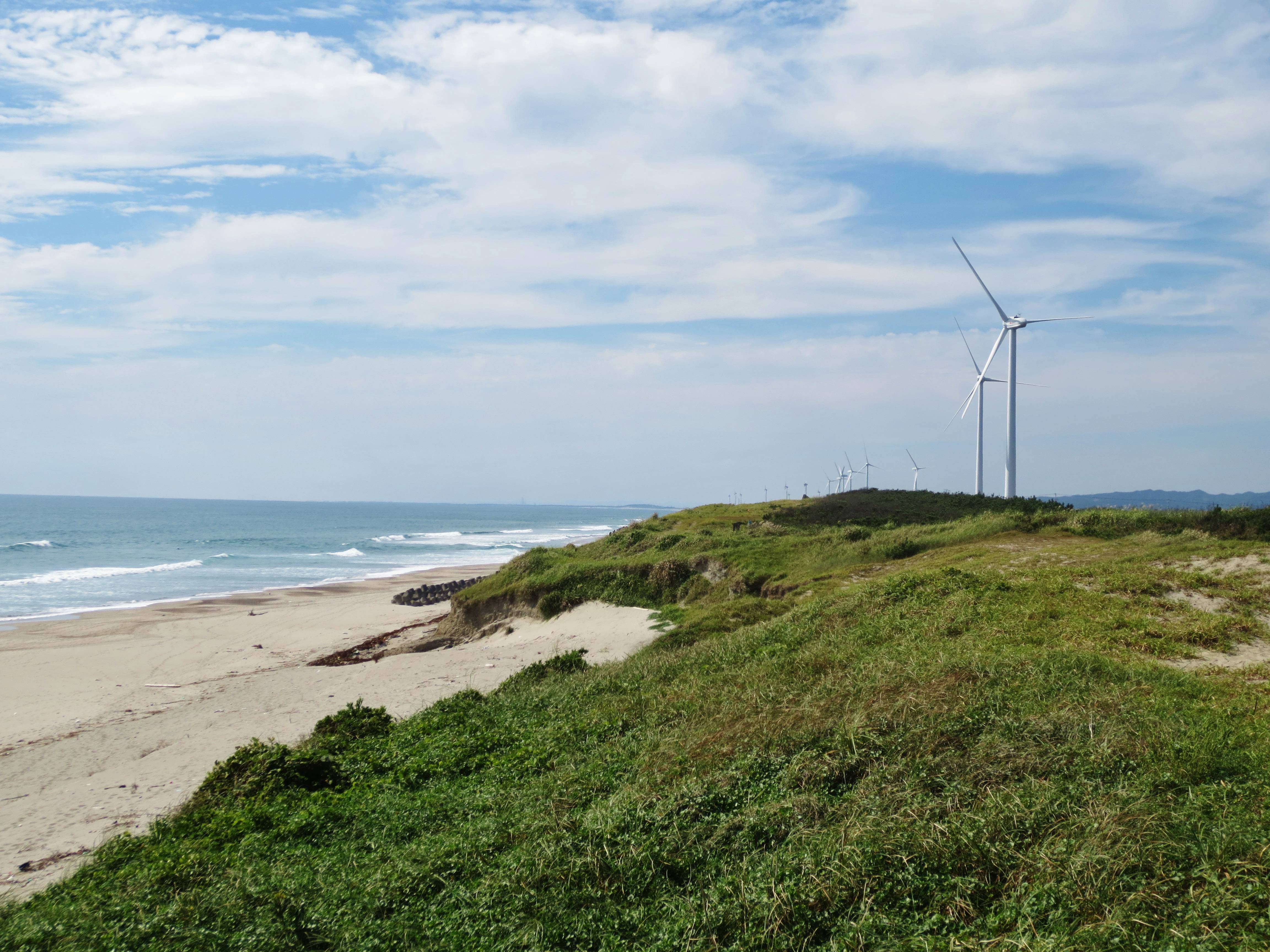
御前崎風力発電所2期

御前崎風力発電所（おまえざきふうりょくはつでんしょ）は、静岡県御前崎市にある中部電力の風力発電所。

## 概要
浜岡原子力発電所東西の海岸沿いに立地し、2,000kWの風車発電機が11基設置されており、発電所出力は22,000kW。羽根の直径は80m・取付高は80m。風力発電システムは日立製作所と富士重工業の共同開発によるダウンウィンド方式の風車「SUBARU80/2.0風力発電システム」。
2010年2月19日に東側の3基（1期工事）が、2011年1月28日に西側の8基（2期工事）が営業運転を開始した。

## 近隣の風力発電所

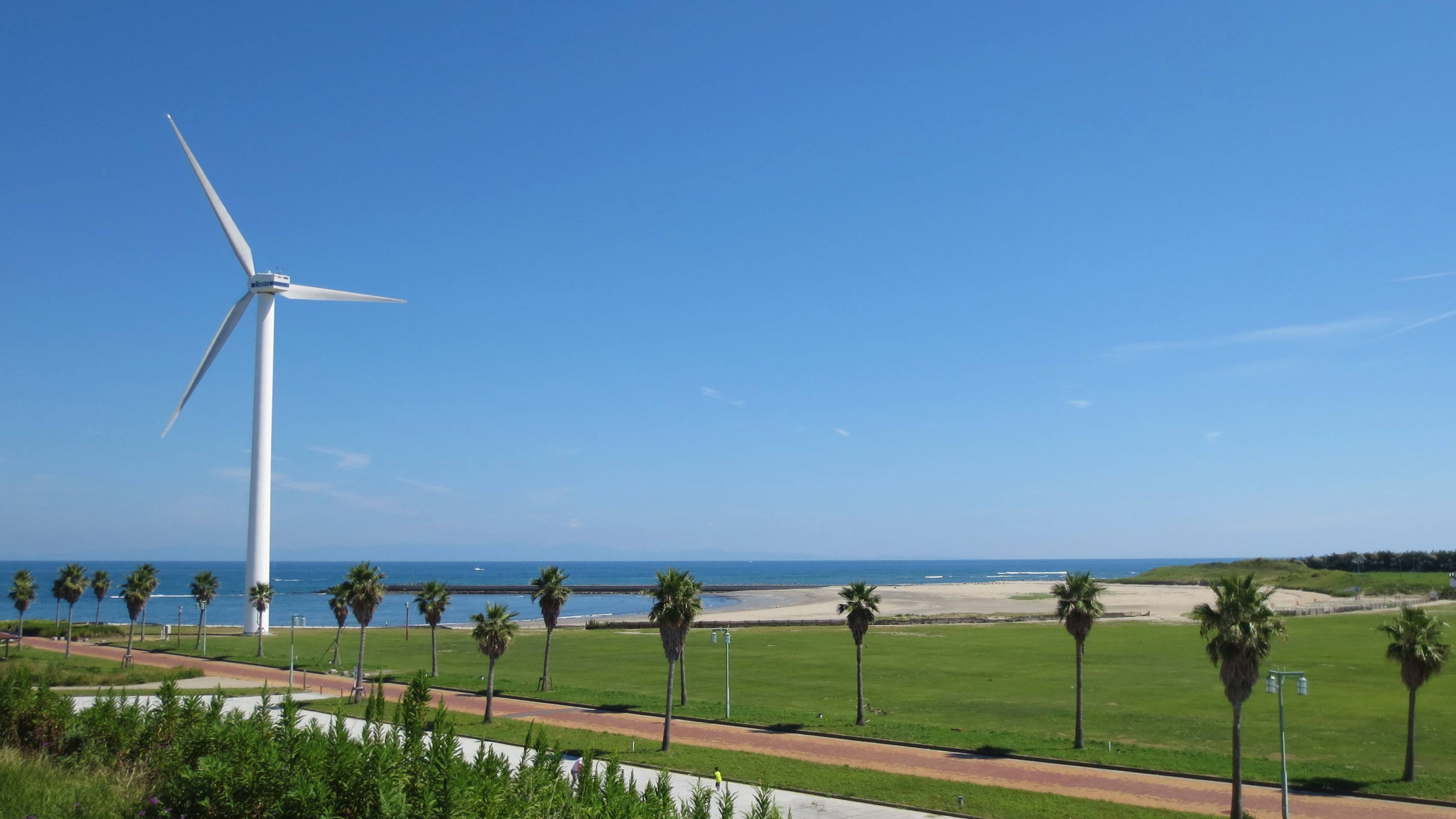
マリンパーク御前崎発電所

- 落居ウインドファーム（牧之原市） - 9,500kW（1,500kW×1、2,000kW×4）
- 御前崎港（御前崎市）
  - マリンパーク御前崎発電所「くるくる」 - 660kW
  - しずおか風トピア風力発電所「ぶんぶん」 - 300kW
  - 御前崎港風力発電施設「ウィンクル」 - 1,950kW